# Batalla del Yarmuk
La batalla del Yarmuk, també coneguda com a batalla de la Jabiya, fou un combat decisiu entre el Primer Califat i l'Imperi Romà d'Orient, lliurat a la vora del riu Yarmuk (prop de la confluència amb el Wadi l-Rukkand) durant sis dies d'agost del 636 (amb les maniobres preliminars va durar un mes). El primer enfrontament fou el 23 de juliol i el darrer dia de lluita fou el 20 d'agost del 636.

## Antecedents
En 629, Sarbar, general de Còsroes II signà amb Heracli la pau en la guerra romano-sassànida de 602-628, i la frontera entre l'imperi Sassànida i l'Imperi Romà d'Orient va tornar a ser la mateixa que era el 602, i pacificat el territori després de les guerres de la Ridda que van seguir la mort de Mahoma, el califa Abu-Bakr as-Siddiq va enviar els seus tres cossos d'exèrcit de tres mil homes cada un, comandats per Amr ibn al-As, Xurahbil ibn Hàssan i Yazid ibn Abi-Sufyan, que van rebre l'ordre de capturar diferents districtes de Síria al sud del Yarmuk Després de dos mesos sense progressos, els comandants musulmans van demanar reforços a Abu-Bakr as-Siddiq, qui va cridar Khàlid ibn al-Walid, qui acabava de conquerir l'Iraq, i el va posar al comandant de l'exèrcit musulmà per la conquesta de Síria, derrotant els romans d'Orient a la batalla d'Ajnadayn, i els supervivents es van replegar a Jerusalem. Khàlid es va dirigir a Damasc, netejant la rereguarda, i va assetjar i prendre la ciutat.
Heracli va reunir un exèrcit a Antioquia, compost per romans, eslaus, francs, georgians, armenis i àrabs cristians, amb un total de 50.000 a 100.000 homes amb la intenció d'atacar les forces musulmanes, dividides en quatre cossos a Palestina, Jordània, i a Cesarea Marítima i Homs a Síria. L'exèrcit es va dirigir a Homs i manat pel general Baanes i per Teodor Tritiri els auxiliars gassànides anaven manats pel seu rei, Jàbala VI ibn al-Àyham, mentre Constantí, el fill de l'emperador, es dirigia amb un cos d'exèrcit a Cesarea Marítima per immobilitzar els musulmans allà destinats.
Després de capturar Emesa, Khàlid ibn al-Walid es va desplaçar cap al nord per capturar el nord de Síria, i a Xaizar va interceptar un comboi, i amb l'interrogatori dels presoners va conèixer l'ambiciós pla de l'emperador Heracli per recuperar de Síria amb un exèrcit de dos-cents mil homes, i Khàlid va ordenar la retirada, concentrant totes les tropes a les planes del Yarmuk, en les que la seva cavalleria, que era una quarta part de l'exèrcit, podia evolucionar còmodament i en cas necessari es podia retirar al Najd.

## Batalla
Els musulmans, comandats per Khàlid ibn al-Walid, es dividiren en trenta-sis regiments d'infanteria i quatre de cavalleria, un d'ells de reserva. El centredreta el comandava Abu-Ubayda ibn al-Jarrah, i el centreesquerra Xurahbil ibn Hàssan, mentre que les ales dreta i esquerra la comandaven Amr ibn al-As i Yazid ibn Abi-Sufyan respectivament. Durant les preparacions, Abu-Sufyan ibn Harb es va afegir amb els seus reforços al campament musulmà, però només per encoratjar els joves.
Baanes va disposar les seves tropes en una línia de més de 19 quilòmetres, repartint la cavalleria entre tota la línia, i disposant els àrabs cristians, muntats en camells i cavalls al front.
Després d'uns dies els musulmans que havien agafat posicions a Day Ayyub, van fingir retirar-se i quan els romans van avançar van atacar pel flanc esquerre; la mala coordinació dels romans va permetre al musulmans explotar la bretxa, i els romans es van retirar cap al Wadi l-Ruukad i el Wadi l-Allah a l'oest del Wadi l-Harir, pensant que era lloc segur, però a la nit els musulmans ja havien capturat un pont que permetia travessar el Wadi l-Rukkad i que era l'única ruta de retirada. Quan es van veure encerclats els romans es van desbandar pel pànic; molts foren massacrats i només uns quants van aconseguir fugir.

## Conseqüències
La destrucció d'aquest exèrcit, l'únic que podien presentar els romans, i de centenars d'oficials, deixava Síria sense defensa; Palestina i Transjordània ja en mans dels musulmans, ja no podrien ser inquietades. Heracli, que era a Homs, es va dirigir a Antioquia i va ordenar evacuar Síria i agafar posicions a Anatòlia. Isdigerdes III va perdre el seu exèrcit a la batalla d'al-Qadisiyya el novembre del 636, tres mesos després de Yarmuk, posant fi al control sassànida a l'oest de Pèrsia.